# Keomah Village
Keomah Village es una ciudad ubicada en el condado de Mahaska en el estado estadounidense de Iowa. En el Censo de 2010 tenía una población de 84 habitantes y una densidad poblacional de 982,81 personas por km².

## Geografía
Keomah Village se encuentra ubicada en las coordenadas 41°17′19″N 92°32′12″O / 41.28861, -92.53667. Según la Oficina del Censo de los Estados Unidos, Keomah Village tiene una superficie total de 0.09 km², de la cual 0.09 km² corresponden a tierra firme y (0%) 0 km² es agua.

## Demografía
Según el censo de 2010, había 84 personas residiendo en Keomah Village. La densidad de población era de 982,81 hab./km². De los 84 habitantes, Keomah Village estaba compuesto por el 100% blancos, el 0% eran afroamericanos, el 0% eran amerindios, el 0% eran asiáticos, el 0% eran isleños del Pacífico, el 0% eran de otras razas y el 0% pertenecían a dos o más razas. Del total de la población el 3.57% eran hispanos o latinos de cualquier raza.